# Daulotypus umbratilis
Daulotypus umbratilis es una especie de coleóptero de la familia Endomychidae.

## Distribución geográfica
Habita en Victoria (Australia).